# かおりのHello!アニポップ
かおりのHello!アニポップ（かおりのハローあにぽっぷ）とは、1990年10月から1997年9月まで東海ラジオ放送で放送されたラジオ番組。

## 放送時間
- 毎週金曜日22:30～23:00　1990年10月～1992年9月
- 毎週金曜日22:00～22:30　1992年10月～1993年3月
- 1993年4月～1993年9月　この時期は15分番組だった（毎週木曜日深夜。時間不明）
  - この頃スポンサーのスターチャイルド撤退に伴い15分に短縮されるなど、一時は打ち切りの危機に遭う。
- 毎週土曜日23:00～23:30　1993年10月～1994年9月
  - 改編期を乗り越え30分番組に戻り、その後ファッション雑誌『Zipper』（祥伝社）が正式にスポンサーとなる。
- 毎週日曜日24:30～25:00　1994年10月～1995年9月
- 毎週水曜日22:00～22:30　1995年10月～1996年4月3日
- 毎週水曜日23:30～24:00　1996年4月10日～1997年9月24日

## パーソナリティ
- 普天間かおり

番組放送期間中の1997年に「本間かおり」から本名の「普天間かおり」への芸名変更を行っている
- ミンキー・ヤス

## コーナー
オープニングで笑わせろ
オープニング内でリスナーから寄せられた一発ネタや小ネタで笑いを取るコーナー
かおりのオシャレにおしゃべり！
Zipperファッション情報
ミンキーお悩みクッキング
アニメがいっぱいR（一時は「アニメがにさんばい」）
声優やアニメソングなど、人気投票が行われる。
アニメに限らず『開運!なんでも鑑定団』や大相撲などのアニメとは無縁の人気投票も行われた。
『ゲゲゲの鬼太郎』人気投票が行われた際、組織票によってぬらりひょんが鬼太郎に大差をつけて1位になったことがあった。ちなみに同番組では組織票を禁止していない。
サザエさん人気投票ではタマが1位になるなど小動物系キャラが上位にランクインするという傾向があった。
作品に関係していればなんでもOKだった。当初は普通の登場キャラクター人気投票だったが、サザエさん人気投票で、ある車好きのリスナーがウケ狙い（？）で「伊佐坂さんの家の車」に投票したハガキが読まれたことに端を発し、「磯野家のちゃぶ台」、「山手線」など人物以外の物への投票が殺到。以来『スレイヤーズ』人気投票では番組スポンサーの日光猿軍団が、『愛天使伝説ウェディングピーチ』では「谷間ゆりの触覚（あほ毛）」、『美少女戦士セーラームーン』人気投票では天王はるかのトヨタ2000GT（前述の車好きのリスナーの組織票と思われる）などがランクインすることもあった。
番組初期には「ムーミンはカバではないか？」という投稿をきっかけに、「ムーミンはカバか否か？」をめぐって大論争になった「ムーミンカバ疑惑」というコーナーがあった。
ちょうど番組放送時期が「美少女戦士セーラームーン」の放映時期と重なるため、男性リスナーがどうやってセーラームーンのアニメをお茶の間で見るか、単行本を買うかという方法が話題になったことがあった。具体的な方法としては「セーラームーンが好きな妹がいるので平成教育委員会を見る振りをして、妹にチャンネルを譲る形でセーラームーンを見る」（ただしあまり熱心に見ていると母親に「その割にはあんた随分真剣に見てるわね」と突っ込まれる）、「書店の店員に『妹に頼まれてセーラーなんとかというマンガを探してるんですけど』と尋ねる。」（ただし、タイトルがうろ覚えの振りをして中途半端に言葉を濁らせると似たようなタイトルの作品の所に案内されてしまうというリスクを伴う）等。
ジョー・ヤスヤの案ずるより産むがヤスヤ
本来悩み相談のコーナーだったはずだが、ディレクター交代によってコンセプトが分からず、続けるか否かを募集する本末転倒なコーナーとなっていた。
やす・もんたの夜は○○思いっきりラジオ
ヤックス-ファイル
当時人気のあった海外ドラマX-ファイルのパロディ。いわゆるマーフィーの法則にあるような、身の回りで何故か起こってしまう事象や、無意識のうちに取ってしまう行動を宇宙人の仕業ではないか？未知の力が働いているのではないかと結びつけるコーナー。

## エピソード
- スポンサー不在時代は架空の社名による提供読みおよび架空の商品のCMが放送されていた（まずくて評判「ミンキーラーメン」等）。
- 1991年12月に普天間かおりの故郷・沖縄の琉球放送（RBCホール）で公開録音が行われ、その回に限り同局でも後日放送された。その後同局では同じく普天間かおりがパーソナリティを務める東海ラジオの番組「普天間かおりのアハハでウフフ」がネットされた（2005年4月～2014年3月）。
- エンディングではその回で採用された投稿者の中から1人だけ、初期は特製リュック、後期は特製キャップ（ツバの上の部分にダミーの8センチCDが付いている。音楽は聴けない）が貰えた。しかし常連投稿者になると「どうせまた投稿してくるだろうから」と後回しにされ逆に貰える確率が低くなってしまった。